# Bianca Dittrich
Bianca Dittrich (* 1977) ist eine deutsche theoretische Physikerin, die sich mit Quantengravitation befasst.
Dittrich studierte ab 1996 Physik an der Universität Potsdam mit dem Diplom 2002 und wurde 2005 promoviert mit einer Arbeit, für die sie am Max-Planck-Institut für Gravitationsphysik in Golm bei Potsdam geforscht hatte (Aspects of Classical and Quantum Dynamics of Canonical General Relativity).  2005 bis 2008 war sie als Post-Doktorandin am Perimeter Institute, 2008/09 an der Universität Utrecht (als Marie Curie Fellow) und ab 2009 Gruppenleiterin am MPI für Gravitationsphysik in Golm (Canonical and Covariant Dynamics of Quantum Gravity). Seit 2012 ist sie am Perimeter Institute und gleichzeitig Adjunct Professor an der University of Waterloo und der University of Guelph.
Sie befasst sich mit Schleifenquantengravitation, Spin-Schaum Modellen und kosmologischen Aspekten der Quantengravitation. Dittrich veröffentlichte unter anderem mit Thomas Thiemann und Renate Loll.
2007 erhielt sie die Otto-Hahn-Medaille, die die Max-Planck-Gesellschaft für hervorragende Dissertationen vergibt. Sie war Stipendiatin der Studienstiftung des Deutschen Volkes. 2024 bekam sie den kanadischen CAP-CRM Prize in theoretischer und mathematischer Physik.